# Beethoven 7 – Świąteczna przygoda
Beethoven - Świąteczna przygoda (ang. Beethoven's Christmas Adventure) – amerykańsko-kanadyjska komedia familijna oraz fantasy z 2011 roku w reżyserii Johna Putcha. Scenariusz autorstwa braci Daniela i Stevena Altiere.

## Fabuła
Elf o imieniu Henry pracuje w wielkiej tajemnicy nad nową zabawką, dzięki której ma nadzieję zdobyć uznanie Świętego Mikołaja. Spieszy się, gdyż do Wigilii pozostały już tylko trzy dni. Tymczasem Święty Mikołaj prosi swojego podwładnego, by zaopiekował się reniferami, które czeka odpowiedzialna i męcząca misja. Rozkojarzony skrzat nie przykłada jednak wielkiej wagi do swojego zadania. Wkrótce dochodzi do niefortunnego wypadku. Zaprzęg z reniferami i niesfornym elfem wzbija się w powietrze. Ponieważ Henry nie potrafi zapanować nad rozpędzonymi zwierzętami, lot szybko się kończy. Sanie rozbijają się na drzewie w pewnym amerykańskim miasteczku. Gubi magiczny worek z zabawkami. Zabierają go dwaj chciwi sklepikarze i przywłaszczają sobie. Tymczasem nieszczęśliwego elfa znajduje robiący karierę w show biznesie bernardyn Beethoven. Opiekujący się sławnym psem nastolatek Mason (Munro Chambers) w tajemnicy przed matką (Kim Rhodes) daje Henry'emu schronienie w przydomowym garażu. Razem z Beethovenem postanawia też pomóc elfowi w odzyskaniu drogocennego worka. Jeśli nie zdążą na czas, dzieci z całego świata nie dostaną prezentów. 
Główne zdjęcia miały miejsce w Winnipeg w Kanadzie. Niektóre sceny były kręcone 11 marca 2011 roku na Corydon Avenue w Winnipeg, oraz na Hugo Street i Cockburn Street. 25 kilometrów na północ od Winnipeg, w miejscowości Stonewall również odbywały się zdjęcia.

## Obsada[3]
- Tom Arnold – głos psa Beethovena
- John Cleese – Narrator
- Kyle Massey – Henry
- Robert Picardo – Smirch
- John Kassir – Stray Dog (głos)
- Kim Rhodes – Christine
- Munro Chambers – Mason
- Curtis Armstrong – Kenny
- Alan Castanage – Tata
- Kristen Harris – kupująca
- Joel McGowan – Karykaturzysta
- Dennis Scullard – Łobuz
- John O'Hurley – Pan Rexford